# 7198 Монтелупо
7198 Монтелупо (7198 Montelupo) — астероїд головного поясу, відкритий 16 січня 1994 року.
Тіссеранів параметр щодо Юпітера — 3,353.